# Medalla al Mèrit de la Protecció Civil
La Medalla al Mèrit de la Protecció Civil és una condecoració espanyola creada en 1982 per distingir a persones naturals o jurídiques en l'àmbit de la protecció civil. Actualment s'atorga en tres categories: Medalla d'or, d'plata i de bronze, cadascuna d'elles amb distintiu vermell, blau o blanc.

## Creació, disseny i categories
Aquesta condecoració es va crear mitjançant ordre de 13 d'abril de 1982, que establia a més les categories i el disseny de la medalla.
Les categories són or, plata i bronze, i la concessió d'una categoria o una altra queda a discreció de l'atorgant «en funció la valoració conjunta de les circumstàncies concurrents en les accions a distingir en relació amb la seva importància objectiva, repercussió o conseqüències de les mateixes en la persona a la qual es pretén distingir, exemplaritat social i eficàcia real d'aquestes respecte de les finalitats de la Protecció civil com a servei públic o altres circumstàncies equivalents».
Cada medalla porta un color distintiu en la cinta, que pot ser vermell, blau o blanc. S'assignen en funció del tipus d'actes pels quals s'atorga:
- vermell: heroisme o solidaritat
- blava: col·laboració
- blanc: cooperació.

El disseny de la condecoració s'estableix en l'annex a l'ordre, i estipula que sigui circular, de 40 mm de diàmetre i 3 mm de grossor. En l'anvers «una corona circular, de 40 mil·límetres de diàmetre, de color blau cobalt, amb la inscripció Protecció Civil, Al Mèrit, circumdant un cercle de color taronja, que portarà en el seu interior un triangle equilàter del mateix blau cobalt. La corona circular serà rematada per la Corona Reial espanyola, suportada per fulles de llorer i roure, enllaçades en la seva part inferior amb els colors nacionals». El revers és pla amb el nom de la persona condecorada, el nombre de registre i la data de l'atorgament.

## Nombre de medalles
L'ordre de creació establia que només es podrien atorgar dues medalles d'or, quatre de plata i deu de bronze cada any, però als pocs mesos es va publicar una nova ordre que eliminava aquesta limitació en cas de «actes singulars que impliquin risc notori o solidaritat excepcional, que donin lloc a pèrdua de la vida o que afectin greument a la integritat de la persona que hi intervé».

## Guardonats
- A la Tripulació de l'Helicòpter de la Guàrdia Civil, Capità Emilio Perez Pelaez, Tinent Marco Antonio Benito i el guàrdia civil José Martínez Coniejo. Medalla d'Or amb Distintiu Rojo, Herois de la Guàrdia Civil.
- Tripulació de l'helicòpter Helimer 207: Medalla d'Or al Mèrit de la Protecció Civil, amb distintiu vermell.[4]
- A l'ALA nº 11 creu d'or amb distintiu blau per la seva participació en les inundacions que van assolar la comunitat Valenciana l'any 1982.
- A l'Organització Juvenil Espanyola per la seva participació en les inundacions que van assolar la comunitat Valenciana l'any 1982.
- S'atorga a la Xarxa Radio d'Emergència de Protecció Civil - REMER, la Medalla d'Or amb caràcter col·lectiu i amb distintiu blau (Ordre de 23 d'octubre de 1982 del Ministre de l'Interior), per la seva col·laboració singular, superant el nivell d'exigència dels deures del servei, en les operacions de socors, rescat i salvament dutes a terme en ocasió de les greus inundacions que van afectar les províncies de València, Alacant, Murcia i Albacete l'any 1982.

• Es concedeix la Medalla al Mèrit de Protecció Civil de bronze amb distintiu blau a la Xarxa Radio d'Emergència REMER de la província de Las Palmas i Tenerife.